# Marathon de Boston 2009
Navigation
Édition précédente Édition suivante
Le Marathon de Boston de 2009 est la 113e édition du Marathon de Boston, disputée le 20 avril 2009 à Boston, dans le Massachusetts, aux États-Unis. Elle est remportée par l'Éthiopien Deriba Merga chez les hommes dans le temps de 2 h 8 min 48 s et par la Kényane Salina Kosgei chez les femmes en 2 h 32 min 16 s.

## Résultats

### Hommes
| Rang | Athlète                   | Nationalité | Temps           |
| ---- | ------------------------- | ----------- | --------------- |
|      | Deriba Merga              | Éthiopie    | 2 h 08 min 42 s |
|      | Daniel Rono               | Kenya       | 2 h 09 min 32 s |
|      | Ryan Hall                 | États-Unis  | 2 h 09 min 40 s |
| 4    | Kebede Tekeste            | Éthiopie    | 2 h 09 min 49 s |
| 5    | Robert Kipkoech Cheruiyot | Kenya       | 2 h 10 min 06 s |
| 6    | Gashaw Asfaw              | Éthiopie    | 2 h 10 min 44 s |
| 7    | Solomon Molla             | Éthiopie    | 2 h 12 min 02 s |
| 8    | Evans Cheruiyot           | Kenya       | 2 h 12 min 45 s |
| 9    | Stephen Kiogora           | Kenya       | 2 h 13 min 00 s |
| 10   | Timothy Cherigat          | États-Unis  | 2 h 13 min 04 s |

### Femmes
| Rang | Athlète          | Nationalité | Temps           |
| ---- | ---------------- | ----------- | --------------- |
|      | Salina Kosgei    | Kenya       | 2 h 32 min 16 s |
|      | Dire Tune        | Éthiopie    | 2 h 32 min 17 s |
|      | Kara Goucher     | États-Unis  | 2 h 32 min 25 s |
| 4    | Bezunesh Bekele  | Éthiopie    | 2 h 33 min 08 s |
| 5    | Helena Kirop     | Kenya       | 2 h 33 min 24 s |
| 6    | Lidia Grigorjeva | Russie      | 2 h 34 min 20 s |
| 7    | Atsede Habtamu   | Éthiopie    | 2 h 35 min 34 s |
| 8    | Colleen De Reuck | États-Unis  | 2 h 35 min 37 s |
| 9    | Alice Timbilil   | Kenya       | 2 h 36 min 25 s |
| 10   | Alina Ivanova    | Russie      | 2 h 36 min 50 s |

### Fauteuils roulants (hommes)
| Rang | Athlète | Nationalité | Temps |
| ---- | ------- | ----------- | ----- |
|      |         |             |       |
|      |         |             |       |
|      |         |             |       |

### Fauteuils roulants (femmes)
| Rang | Athlète | Nationalité | Temps |
| ---- | ------- | ----------- | ----- |
|      |         |             |       |
|      |         |             |       |
|      |         |             |       |